# جورج هندريك
جورج هندريك (بالإنجليزية: George Hendrick)‏ هو لاعب كرة قاعدة أمريكي، ولد في 18 أكتوبر 1949 في لوس أنجلوس في الولايات المتحدة.

## وصلات خارجية
- جورج هندريك على موقع دوري كرة القاعدة الرئيسي (الإنجليزية)
- جورج هندريك على موقعبيزبول رفرنس.كوم (الدوري الرئيسي) (الإنجليزية)
- جورج هندريك على موقعبيزبول رفرنس.كوم (الدوري الثانوي) (الإنجليزية)
- جورج هندريك على موقع مشجعي الرسوم البيانية (الإنجليزية)